# Лаунгисьоур
Ла́унгисьоур (Лангисьоур; исл. Langisjór) — озеро на Исландском плато в Исландии. Озеро находится у юго-западной окраины ледника Ватнайёкюдль, на высоте 670 м над уровнем моря. Площадь озера составляет 27 км², наибольшая глубина — 75 м (9-е по глубине озеро в стране). Размеры озера — 20 км в длину и 2 км в ширину. Из Лаунгисьоура вытекает небольшая река Утфалль, длиной 3 км, впадающая водопадом в Скафтау.